# Futbol als Jocs Olímpics d'estiu de 1924
Als Jocs Olímpics de 1924 celebrats a la ciutat de París (França) es disputà una única prova de futbol en categoria masculina. La prova es disputà entre els dies 25 de maig i 9 de juny de 1924 entre les instal·lacions de l'Estadi de París, Bergeyre, Pershing i Colombes.

## Nacions participants
23 països s'han compromès inicialment a participar en aquests Jocs Olímpics, però amb la renúncia de Portugal foren 22 els equips participants. Es va fixar un màxim de 22 futbolistes per equip. Foren seleccionats 471 jugadors, dels quals 280 van participar en almenys un partit.

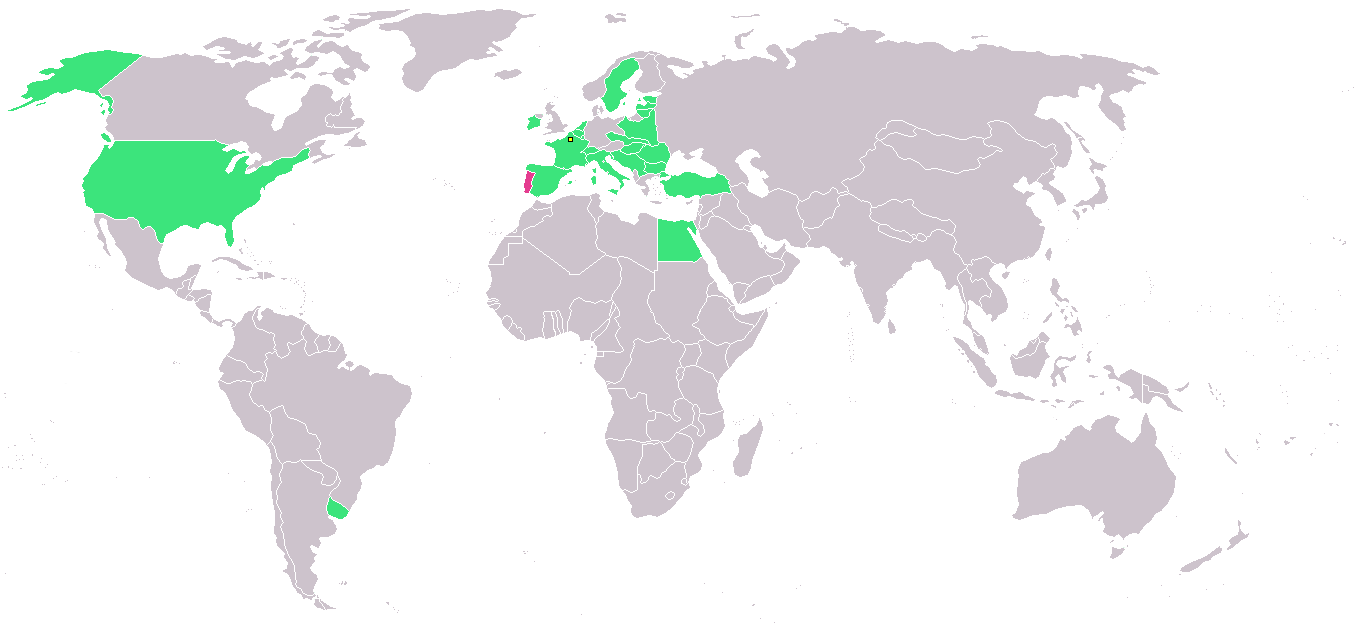
Mapa dels països participants. (en verd)

| - Bèlgica (11) - Bulgària (11) - Egipte (12) - Espanya (11) - Estats Units (13) - Estònia (11) - França (12) - Hongria (11) - Iugoslàvia (11) - Irlanda (12) - Itàlia (13) | - Letònia (11) - Lituània (11) - Luxemburg (11) - Països Baixos (19) - Polònia (11) - Romania (11) - Suècia (18) - Suïssa (15) - Txecoslovàquia (19) - Turquia (11) - Uruguai (15) |

## Seus
| Colombes          | Estadi OlímpicEstadi BergeyreEstadi PershingEstadi de ParísEstadi OlímpicEstadi BergeyreEstadi PershingEstadi de París · Ubicació de les seus | Estadi OlímpicEstadi BergeyreEstadi PershingEstadi de ParísEstadi OlímpicEstadi BergeyreEstadi PershingEstadi de París · Ubicació de les seus | París             |
| Estadi Olímpic    | Estadi OlímpicEstadi BergeyreEstadi PershingEstadi de ParísEstadi OlímpicEstadi BergeyreEstadi PershingEstadi de París · Ubicació de les seus | Estadi OlímpicEstadi BergeyreEstadi PershingEstadi de ParísEstadi OlímpicEstadi BergeyreEstadi PershingEstadi de París · Ubicació de les seus | Estadi Bergeyre   |
| Capacitat: 60.000 | Estadi OlímpicEstadi BergeyreEstadi PershingEstadi de ParísEstadi OlímpicEstadi BergeyreEstadi PershingEstadi de París · Ubicació de les seus | Estadi OlímpicEstadi BergeyreEstadi PershingEstadi de ParísEstadi OlímpicEstadi BergeyreEstadi PershingEstadi de París · Ubicació de les seus | Capacitat: 10.455 |
|                   | Estadi OlímpicEstadi BergeyreEstadi PershingEstadi de ParísEstadi OlímpicEstadi BergeyreEstadi PershingEstadi de París · Ubicació de les seus | Estadi OlímpicEstadi BergeyreEstadi PershingEstadi de ParísEstadi OlímpicEstadi BergeyreEstadi PershingEstadi de París · Ubicació de les seus |                   |
| París             | Estadi OlímpicEstadi BergeyreEstadi PershingEstadi de ParísEstadi OlímpicEstadi BergeyreEstadi PershingEstadi de París · Ubicació de les seus | Estadi OlímpicEstadi BergeyreEstadi PershingEstadi de ParísEstadi OlímpicEstadi BergeyreEstadi PershingEstadi de París · Ubicació de les seus | Sena Saint-Denis  |
| Estadi Pershing   | Estadi OlímpicEstadi BergeyreEstadi PershingEstadi de ParísEstadi OlímpicEstadi BergeyreEstadi PershingEstadi de París · Ubicació de les seus | Estadi OlímpicEstadi BergeyreEstadi PershingEstadi de ParísEstadi OlímpicEstadi BergeyreEstadi PershingEstadi de París · Ubicació de les seus | Estadi de París   |
| Capacitat: 8.110  | Estadi OlímpicEstadi BergeyreEstadi PershingEstadi de ParísEstadi OlímpicEstadi BergeyreEstadi PershingEstadi de París · Ubicació de les seus | Estadi OlímpicEstadi BergeyreEstadi PershingEstadi de ParísEstadi OlímpicEstadi BergeyreEstadi PershingEstadi de París · Ubicació de les seus | Capacitat: 5.145  |
|                   | Estadi OlímpicEstadi BergeyreEstadi PershingEstadi de ParísEstadi OlímpicEstadi BergeyreEstadi PershingEstadi de París · Ubicació de les seus | Estadi OlímpicEstadi BergeyreEstadi PershingEstadi de ParísEstadi OlímpicEstadi BergeyreEstadi PershingEstadi de París · Ubicació de les seus |                   |

## Resum de medalles
| Prova          | Or | Argent | Bronze |
| Futbol masculí | Uruguai José Leandro Andrade · Pedro Arispe · Pedro Casella · Pedro Céa · Luis Chiappara · Pedro Etchegoyen · Alfredo Ghierra · Andrés Mazali · José Nasazzi · José Naya · Pedro Petrone · Ángel Romano · Zoilo Saldombide · Héctor Scarone · Pascual Somma · Humberto Tomasina · Antonio Urdinarán · Santos Urdinarán · Fermín Uriarte · José Vidal · Alfredo Zibechi · Pedro Zingone | Suïssa Max Abegglen · Félix Bédouret · Charles Bouvier · Walter Dietrich · Karl Ehrenbolger · Paul Fässler · Gustav Gottenkieny · Jean Haag · Marcel Katz · Edmond Kramer · Adolphe Mengotti · August Oberhauser · Robert Pache · Aron Pollitz · Hans Pulver · Rudolf Ramseyer · Adolphe Reymond · Louis Richard · Teo Schär · Paul Schmiedlin · Paul Sturzenegger · Walter Weiler | Suècia Axel Alfredsson · Charles Brommesson · Gustaf Carlsson · Albin Dahl · Sven Friberg · Karl Gustafsson · Fritjof Hillén · Konrad Hirsch · Gunnar Holmberg · Per Kaufeldt · Tore Keller · Rudolf Kock · Sigfrid Lindberg · Vigor Lindberg · Sven Lindqvist · Evert Lundquist · Sten Mellgren · Gunnar Olsson · Sven Rydell · Harry Sundberg · Thorsten Svensson · Robert Zander |

## Medaller
| Posició | País    | Or | Argent | Bronze | Total |
| 1       | Uruguai | 1  | 0      | 0      | 1     |
| 2       | Suïssa  | 0  | 1      | 0      | 1     |
| 3       | Suècia  | 0  | 0      | 1      | 1     |

## Resultats

### Primera Ronda
| Itàlia         | 1–0   | Espanya |
| -------------- | ----- | ------- |
| Vallana 84' pp | Resum |         |

 París

Àrbrite: Marcel Slawik (FRA)

Assistència: 20.000        
| Txecoslovàquia                                       | 5–2   | Turquia       |
| ---------------------------------------------------- | ----- | ------------- |
| Sloup 21' · Sedláček 28' 37' · Novák 64' · Čapek 74' | Resum | Refet 63' 82' |

 París

Àrbitre: P. Chr. Andersen (NOR)

Assistència: 5.000        
| Suïssa                                                                             | 9–0   | Lituània |
| ---------------------------------------------------------------------------------- | ----- | -------- |
| Sturzenegger 2' 43' 68' 85' · Dietrich 14' · Abegglen 41' 50' · 58' · Ramseyer 63' | Resum |          |

 París

Àrbitre: A. Scamoni (ITA)

Assistència: 8.110        
| Estats Units | 1–0   | Estònia |
| ------------ | ----- | ------- |
| Straden 15'  | Resum |         |

 París

Àrbitre: Paul Putz (BEL)

Assistència: 8.110        
| Uruguai                                                              | 7–0   | Iugoslàvia |
| -------------------------------------------------------------------- | ----- | ---------- |
| Vidal 20' · Scarone 23' · Cea 50' 80' · Petrone 35' 61' · Romano 58' | Resum |            |

 París

Àrbitre: Georges Vallat (FRA)

Assistència: 1.000        
| Hongria                                          | 5–0   | Polònia |
| ------------------------------------------------ | ----- | ------- |
| Eisenhoffer 14' · Hirzer 51' 58' · Opata 70' 87' | Resum |         |

 París

Àrbitre: Johannes Mutters (NED)

Assistència: 3.000        

### Segona Ronda
| França                                             | 7–0   | Letònia |
| -------------------------------------------------- | ----- | ------- |
| Crut 17' 28' 55' · Nicolas 25' 50' · Boyer 71' 87' | Resum |         |

 Saint-Quentin

Àrbitre: Henri Christophe (BEL)

Assistència: 15.000        
| Països Baixos                                         | 6–0   | Romania |
| ----------------------------------------------------- | ----- | ------- |
| Hurgronje 8' · Pijl 32' 52' · 66' 68' · de Natris 69' | Resum |         |

 París

Àrbitre: F. Herren (SUI)

Assistència: 1.000        
| Suïssa       | 1–1   | Txecoslovàquia |
| ------------ | ----- | -------------- |
| Dietrich 79' | Resum | Sloup 21'      |

 París

Àrbitre: P. Chr. Andersen (NOR)

Assistència: 12.000        
| Suïssa    | 1–0   | Txecoslovàquia |
| --------- | ----- | -------------- |
| Pache 87' | Resum |                |

 París

Àrbitre: Marcel Slawik (FRA)

Assistència: 10.000        
| República d'Irlanda | 1–0   | Bulgària |
| ------------------- | ----- | -------- |
| Duncan 75'          | Resum |          |

 París

Àrbitre: A. Henriot (FRA)

Assistència: 1.500        
| Itàlia                           | 2–0   | Luxemburg |
| -------------------------------- | ----- | --------- |
| Baloncieri 20' · Della Valle 38' | Resum |           |

 París

Àrbitre: Jean Richard (FRA)

Assistència: 2.000        
| Suècia                                                             | 8–1   | Bèlgica    |
| ------------------------------------------------------------------ | ----- | ---------- |
| Kock 8' 24' 77' · Rydell 20' 61' 83' · Brommesson 30' · Keller 46' | Resum | Larnoe 67' |

 París

Àrbitre: Heinrich Retschury (AUT)

Assistència: 8.532        
| Egipte                    | 3–0   | Hongria |
| ------------------------- | ----- | ------- |
| Yakan 4' 58' · Hegazi 40' | Resum |         |

 París

Àrbitre: Luis Collina (ESP)

Assistència: 8.000        
| Uruguai                       | 3–0   | Estats Units |
| ----------------------------- | ----- | ------------ |
| Petrone 10' 44' · Scarone 15' | Resum |              |

 París

Àrbitre: Charles Barette (BEL)

Assistència: 10.455        

### Quarts de final
| França      | 1–5   | Uruguai                                       |
| ----------- | ----- | --------------------------------------------- |
| Nicolas 12' | Resum | Scarone 2' 24' · Petrone 58' 68' · Romano 83' |

 París

Àrbitre: P. Chr. Andersen (NOR)

Assistència: 45.000        
| Suècia                                            | 5–0   | Egipte |
| ------------------------------------------------- | ----- | ------ |
| Kaufeldt 5' 71' · Brommesson 31' 34' · Rydell 49' | Resum |        |

 París

Àrbitre: Henri Christophe (BEL)

Assistència: 6.484        
| Suïssa                          | 2–1   | Itàlia          |
| ------------------------------- | ----- | --------------- |
| Sturzenegger 47' · Abegglen 60' | Resum | Della Valle 52' |

 París

Àrbitre: Johannes Mutters (NED)

Assistència: 12.000        
| Països Baixos    | 2–1   | República d'Irlanda |
| ---------------- | ----- | ------------------- |
| Formenoy 7' 104' | Resum | Ghent 33'           |

 París

Àrbitre: Heinrich Retschury (AUT)

Assistència: 2.000        

### Semifinals
| Suïssa           | 2–1   | Suècia   |
| ---------------- | ----- | -------- |
| Abegglen 15' 77' | Resum | Kock 41' |

 París

Àrbitre: Mihaly Ivancsics (HUN)

Assistència: 7.448        
| Uruguai               | 2–1   | Països Baixos |
| --------------------- | ----- | ------------- |
| Cea 62' · Scarone 81' | Resum | Pijl 32'      |

 París

Àrbitre: G. Vallat (FRA)

Assistència: 40.000        

### Medalla de Bronze
| Suècia       | 1–1   | Països Baixos |
| ------------ | ----- | ------------- |
| Kaufeldt 44' | Resum | le Fèvre 77'  |

 París

Àrbitre: Heinrich Retschury (AUT)

Assistència: 9.915        
| Suècia                         | 3–1   | Països Baixos |
| ------------------------------ | ----- | ------------- |
| Rydell 34' 77' · Lundquist 42' | Resum | Formenoy 43'  |

 París

Àrbitre: Youssuf Mohamed (EGI)

Assistència: 40.522        

### Final
| Uruguai                           | 3–0   | Suïssa |
| --------------------------------- | ----- | ------ |
| Petrone 9' · Cea 65' · Romano 82' | Resum |        |

 París

Àrbitre: Marcel Slawik (FRA)

Assistència: 41.000        